# The dream mixes
The dream mixes (later Dream mixes one) is een studioalbum van Tangerine Dream. Het album bevat eerder uitgegeven muziek, maar dan opnieuw gemixt door de twee leden van de band. Deze werden aangevuld met 4 (enkele cd) dan wel 6 (dubbel-cd) nieuwe tracks. De oorspronkelijke opnamen kwamen van de albums 'Tyranny of beauty, Rockoon en Turn of the tides. De opnamen en mixen vonden plaats in de Eastgate geluidsstudios te Berlijn en Wenen. Het bleek daarbij eenvoudig om de elektronische muziek van de band om te zetten naar techno. De muziek, voorheen bekend als absoluut niet dansbaar, bleek na enkele ingrepen wel dansbaar. De band kreeg er een kleine lading nieuwe fans door, maar fans van het eerste uur kochten dit album niet of alleen om de verzameling compleet te houden. 
De wijziging van stijl in muziek was ook terug te vinden in de platenhoes. Een meisje in een kort broekje sierde de hoes. De uitgave van het album in Saudi-Arabië moest daarom aangepast worden, zij kreeg daar een lange broek aangemeten.
Het originele album werd uitgegeven in 1995, vervolgens verscheen het opnieuw in zomer 1998 en later in de Dream Dice box in december 1998 (versie van 2 cd’s). De titel was toen gewijzigd in Dream mixes one.

## Musici
- Edgar Froese, Jerome Froese – synthesizers, elektronica

## Muziek
| Nr. | Titel                                               | Duur |
| --- | --------------------------------------------------- | ---- |
| 1.  | Little blond in de parc of attractions ((thai dub)) | 7:17 |
| 2.  | Rough embrace (nieuwe muziek)                       | 5:30 |
| 3.  | Touchwood (forest mix)                              | 7:00 |
| 4.  | Jungle journey (reptile mix)                        | 6:20 |
| 5.  | Virtually fields (nieuwe muziek)                    | 6:50 |
| 6.  | Firetongues (break freak mix)                       | 6:18 |
| 7.  | San rocco (nieuwe muziek)                           | 7:17 |
| 8.  | Catwalk (dress up mix)                              | 7:49 |
| 9.  | Change of the Gods (nieuwe muziek)                  | 7:19 |
| 10. | Bride in cold tears (Motown Monk mix)               | 5:31 |

| Nr. | Titel                                                | Duur |
| --- | ---------------------------------------------------- | ---- |
| 1.  | Touchwood (radio edit)                               | 4:05 |
| 2.  | Little blond in the parc of attractions (radio edit) | 4:12 |
| 3.  | Catwalk (black ink mix)                              | 8:15 |
| 4.  | Touchwood (poison style mix)                         | 7:47 |
| 5.  | Iowa (nieuwe muziek)                                 | 7:12 |
| 6.  | Sojus (nieuwe muziek)                                | 9:12 |

CD1: Ambient monkeys ·
CD2: Atlantic bridges ·
CD3: Atlantic walls ·
CD4: Dream encores ·
CD5: The dream mixes ·
CD6: Dream mixes volume 2 ·
CD7: The Hollywood years, volume 1 ·
CD8: The Hollywood years, volume 2 ·
CD9: Oasis ·
CD10: Quinoa ·
CD11: Tournado ·
CD12: Transsiberia ·
CD13: Ça va – ça marche – ça ira encore